# Campionati del mondo di ciclismo su strada - Corsa in linea femminile Juniors
La gara in linea femminile Juniors è una delle prove disputate durante i campionati del mondo di ciclismo su strada. Riservata a cicliste di età compresa tra 17 e 18 anni, fu corsa per la prima volta nel 1987. Dal 1987 al 1996 e dal 2005 al 2010 si tenne all'interno del programma dei campionati del mondo di ciclismo su strada juniors, riservati unicamente ad atleti della categoria.

## Albo d'oro
Aggiornato all'edizione 2024.
| Anno | Vincitrice                            | Seconda                               | Terza                                 |
| ---- | ------------------------------------- | ------------------------------------- | ------------------------------------- |
| 1987 | Catherine Marsal                      | Aiga Zagorska                         | Elisabetta Guazzaroni                 |
| 1988 | Gitte Hjørtflod Jensen                | Esther van Verseveld                  | Lotte Schmidt                         |
| 1989 | Deirdre Demet Barry                   | Jessica Grieco                        | Elena Nečaeva                         |
| 1990 | Ina-Yoko Teutenberg                   | Jessica Grieco                        | Daniëlle Overgaag                     |
| 1991 | Elsbeth Vink                          | Sally Dawes                           | Fabiana Luperini                      |
| 1992 | Hanka Kupfernagel                     | Élisabeth Chevanne                    | Marion Borst                          |
| 1993 | Élisabeth Chevanne                    | Cinzia Faccin                         | Karine Boitier                        |
| 1994 | Diana Žiliūtė                         | Alla Epifanova                        | Evi Gensheimer                        |
| 1995 | Andrea Hänni                          | Kerstin Scheitle                      | Lisbeth Simper                        |
| 1996 | Alessandra D'Ettorre                  | Oksana Saprykina                      | Martina Corazza                       |
| 1997 | Mirella van Melis                     | Nicole Brändli                        | Sofie Andersson                       |
| 1998 | Tina Liebig                           | Ol'ga Zabelinskaja                    | Nathalie Bates                        |
| 1999 | Geneviève Jeanson                     | Trixi Worrack                         | Noemi Cantele                         |
| 2000 | Nicole Cooke                          | Magdalena Sadlecka                    | Clare Hall-Patch                      |
| 2001 | Nicole Cooke                          | Pleuni Möhlmann                       | Maja Włoszczowska                     |
| 2002 | Suzanne de Goede                      | Claudia Stumpf                        | Monica Holler                         |
| 2003 | Loes Markerink                        | Irina Tolmačëva                       | Sabine Fischer                        |
| 2004 | Marianne Vos                          | Marta Bastianelli                     | Ellen van Dijk                        |
| 2005 | Mie Bekker Lacota                     | Marianne Vos                          | Rasa Leleivytė                        |
| 2006 | Rasa Leleivytė                        | Marina Romoli                         | Eleonora Patuzzo                      |
| 2007 | Eleonora Patuzzo                      | Cherise Taylor                        | Valentina Scandolara                  |
| 2008 | Jolien D'Hoore                        | Rossella Callovi                      | Hanna Amend                           |
| 2009 | Rossella Callovi                      | Pauline Ferrand-Prévot                | Susanna Zorzi                         |
| 2010 | Pauline Ferrand-Prévot                | Rossella Ratto                        | Coryn Rivera                          |
| 2011 | Lucy Garner                           | Jessy Druyts                          | Christina Siggaard                    |
| 2012 | Lucy Garner                           | Eline Brustad                         | Anna Stricker                         |
| 2013 | Amalie Dideriksen                     | Anastasija Jakovenko                  | Olena Demydova                        |
| 2014 | Amalie Dideriksen                     | Sofia Bertizzolo                      | Agnieszka Skalniak                    |
| 2015 | Chloé Dygert                          | Emma White                            | Agnieszka Skalniak                    |
| 2016 | Elisa Balsamo                         | Skylar Schneider                      | Susanne Andersen                      |
| 2017 | Elena Pirrone                         | Emma Norsgaard Jørgensen              | Letizia Paternoster                   |
| 2018 | Laura Stigger                         | Marie Le Net                          | Simone Boilard                        |
| 2019 | Megan Jastrab                         | Julie De Wilde                        | Lieke Nooojen                         |
| 2020 | annullata per la pandemia di COVID-19 | annullata per la pandemia di COVID-19 | annullata per la pandemia di COVID-19 |
| 2021 | Zoe Bäckstedt                         | Kaia Schmid                           | Linda Riedmann                        |
| 2022 | Zoe Bäckstedt                         | Eglantine Rayer                       | Nienke Vinke                          |
| 2023 | Julie Bego                            | Cat Ferguson                          | Fleur Moors                           |
| 2024 | Cat Ferguson                          | Paula Ostiz                           | Viktória Chladoňová                   |

## Medagliere
Aggiornato all'edizione 2023.
| Pos.   | Nazione          | Oro | Argento | Bronzo | Totale |
| ------ | ---------------- | --- | ------- | ------ | ------ |
| 1      | Gran Bretagna    | 7   | 2       | 0      | 9      |
| 2      | Italia           | 5   | 6       | 9      | 20     |
| 3      | Paesi Bassi      | 5   | 3       | 5      | 13     |
| 4      | Francia          | 4   | 4       | 1      | 9      |
| 5      | Danimarca        | 4   | 1       | 3      | 8      |
| 6      | Stati Uniti      | 3   | 5       | 1      | 9      |
| 7      | Germania         | 3   | 3       | 4      | 10     |
| 8      | Lituania         | 2   | 0       | 1      | 3      |
| 9      | Belgio           | 1   | 2       | 1      | 4      |
| 10     | Svizzera         | 1   | 1       | 0      | 2      |
| 11     | Canada           | 1   | 0       | 2      | 3      |
| 12     | Austria          | 1   | 0       | 0      | 1      |
| 13     | Russia           | 0   | 4       | 0      | 4      |
| 14     | Polonia          | 0   | 1       | 3      | 4      |
| 15     | Unione Sovietica | 0   | 1       | 1      | 2      |
| 15     | Ucraina          | 0   | 1       | 1      | 2      |
| 15     | Norvegia         | 0   | 1       | 1      | 2      |
| 18     | Sudafrica        | 0   | 1       | 0      | 1      |
| 18     | Spagna           | 0   | 1       | 0      | 1      |
| 20     | Svezia           | 0   | 0       | 2      | 2      |
| 21     | Australia        | 0   | 0       | 1      | 1      |
| 21     | Slovacchia       | 0   | 0       | 1      | 1      |
| Totale | Totale           | 37  | 37      | 37     | 111    |